# 1120
Cette page concerne l'année 1120  du calendrier julien. Pour l'année 1120 av. J.-C., voir 1120 av. J.-C.
L'année 1120 est une année bissextile qui commence un jeudi.

## Événements
- 7 janvier : Calixte II quitte Cluny pour l’Italie. Il arrive à Rome le 3 juin[1].

- 16 janvier : concile de Naplouse dans le Royaume de Jérusalem[2]. Fondation officielle de la milice des Pauvres Chevaliers du Christ et du Temple de Salomon, à l’origine de l’ordre du Temple[3].

- Janvier : Swientopelk de Poméranie, de nouveau révolté, est assiégé dans Naklo par Boleslas III Bouche-Torse, roi de Pologne. Après la capitulation de la forteresse, la Pologne annexe la Poméranie orientale[4].

- 26 février : sous l’évêque Diego Gelmírez, le sanctuaire de Saint-Jacques-de-Compostelle devient archevêché[5].

- 18 avril, Pâques : Norbert de Xanten fonde l’abbaye de Prémontré, près de Laon, où se développe un ordre de chanoines réguliers[6]. Hugues de Fosses est le premier abbé général des Prémontrés.

- 3 juin : mort de Robert d’Aversa, prince normand de Capoue. Son fils Richard III d’Aversa, associé au trône le 27 mai, ne lui survit que deux jours. Jourdain II lui succède ; il est sacré le 7 juillet (fin de règne le 7 juillet 1127)[7].
- 17 juin : bataille de Cutanda remporté par les Aragonais et leurs alliés Francs face à une très forte armée musulmane. Prise de Calatayud, Daroca par les Catalans[8].

- Été : paix entre l’Angleterre et la France. Guillaume Adelin prête hommage à Louis le Gros en tant que duc de Normandie[9].
- 21 juillet : un incendie, au cours duquel un millier de personnes aurait trouvé la mort, détruit la nef carolingienne de l’abbaye bénédictine Sainte-Marie-Madeleine de Vézelay[10].

- 25 novembre : naufrage de la Blanche-Nef transportant l’héritier du trône d'Angleterre, Guillaume Adelin et sa suite, à Barfleur. Près de 300 nobles anglo-normands périssent dans la catastrophe[11].

- Assemblée de Telltown (Óenach Tailten). Toirdelbach Ua Conchobair (Turlough O’Connor) se proclame Ard ri Érenn (roi suprême) d’Irlande[12].
- Fondation de Fribourg, par le duc Conrad Ier de Zähringen en Forêt-Noire[13].